# Alpioniscus matsakisi
Alpioniscus matsakisi là một loài chân đều trong họ Trichoniscidae. Loài này được Andreev miêu tả khoa học năm 1984.